# Norðfjarðarflói
Norðfjarðarflói (in lingua islandese: Baia del Norðfjörður) è una baia situata nel settore orientale dell'Islanda.

## Descrizione
Norðfjarðarflói è una baia situata nella regione dell'Austurland, nei fiordi orientali. Ha una larghezza di 5 km e penetra per 10 km nell'entroterra. Si trova tra Nípa a ovest e Barðsneshorn a est.
Dalla baia si diramano tre piccoli fiordi: 
- a nord il Norðfjörður (largo 2 km; penetra per 4 km nell'entroterra). Nel fiordo si trova il villaggio di Neskaupstaður, il maggiore insediamento dei fiordi orientali.
- al centro l'Hellisfjörður (largo 1,5 km, penetra per 2 km nell'entroterra), che può essere raggiunto solo via mare.
- a sud si trova il Viðfjörður (largo 1,5 km, penetra per 3 km nell'entroterra). Può essere raggiunto tramite un sentiero che passa attraverso l'Eskifjörður.

## Vie di comunicazione
L'area intorno a Neskaupstaður, nel Norðfjörður, è stata popolata sin dai tempi dei primi insediamenti in Islanda nel IX e X secolo, ma un collegamento stradale è stato aperto solo nel 1949 superando il passo Oddsskarð posto a 705 metri di altezza. Nel 1977 è stato aperto il tunnel Oddsskarðsgöng, lungo 632 metri, che consente di evitare il passo. Da novembre 2017 la baia può essere facilmente raggiunto con la strada 92 che si collega alla Hringvegur nei pressi di Reyðarfjörður, passando attraverso il tunnel Norðfjarðargöng tra Neskaupstaður ed Eskifjörður.